# Gierzwaluw
De gierzwaluw (Apus apus) is een vogel uit de familie van de gierzwaluwen (Apodidae), en het enige lid van die familie dat in Nederland en België voorkomt.
Gierzwaluwen zijn zeer sterk op het leven in de lucht aangepast. Buiten de broedperiode houden ze zich verscheidene maanden lang hoogstwaarschijnlijk zonder onderbreking in de lucht op. Bij hun vluchtmanoeuvres kunnen ze in duikvlucht snelheden van meer dan 200 kilometer per uur bereiken.

## Taxonomie
De gierzwaluw behoort ondanks de naam niet tot de zwaluwen (Hirundinidae), waartoe de boerenzwaluw, de huiszwaluw en de oeverzwaluw behoren. De gierzwaluw behoort niet alleen tot een andere familie (Apodidae) maar ook tot een andere orde van vogels, genaamd gierzwaluwachtigen (Apodiformes). De vogel is in feite sterker verwant aan de kolibries dan aan de zwaluwen, die tot de orde van de zangvogels behoren. De gierzwaluw is daarmee ook niet verwant aan de nachtzwaluw (Caprimulgus europaeus), die behoort tot de familie  Caprimulgidae.

## Veldkenmerken
De totale lengte is circa 17 centimeter. De spanwijdte ongeveer 40 centimeter. Een volwassen gierzwaluw weegt gemiddeld 46 gram. Het verenkleed is roetzwart van kleur, de kin en keel zijn witachtig, maar dat is vaak niet waar te nemen. De lange, sikkelvormige vleugels hebben een blauwachtige glans. Juvenielen zijn bruiner en hebben minder glans. De gemiddelde levensduur bedraagt ongeveer 6 jaar, wat erg lang is voor een vogel van een dergelijke grootte.
Er is geen seksuele dimorfie: het mannetje en het vrouwtje zijn uiterlijk niet te onderscheiden. Sommige onderzoekers kunnen mannetjes van vrouwtjes onderscheiden op basis van de roep.
De gierzwaluw heeft in verhouding zeer lange sikkelvormige vleugels. De staart is relatief kort en gevorkt. De snavel is relatief klein en kan ver geopend worden, wat dient om beter insecten te kunnen vangen in de vlucht.

## Nederland en België
De gierzwaluw is in Nederland en België een algemeen voorkomende broedvogel, met een duidelijke voorkeur voor oude stadswijken. Gierzwaluwen zijn maar drie maanden van het jaar in Nederland en België. Vandaar de naam “honderd-dagen-vogel”. Ze arriveren eind april, en massaal in begin mei en vertrekken weer begin augustus. 
Aprilwaarnemingen in Nederland worden vooral gedaan in Zuid- en West-Nederland.
Het vermoeden bestaat dat de stand van de gierzwaluw de laatste decennia is afgenomen, door sloop en renovatie van oude stadswijken, en door betere isolatie. Speciaal voor gierzwaluwen ontworpen nestkasten, dakpannen en gevelstenen kunnen hier wellicht soelaas bieden. Het aantal broedparen in Nederland werd in 1979 geschat op 50.000 – 85.000. De Vogelbescherming telde in 2013-2015 nog maar 40.000 tot 60.000 duizend broedparen. Omdat er in Scandinavië minstens enkele honderdduizenden gierzwaluwen broeden, passeren er gedurende de trek belangrijke aantallen Nederland en België als doortrekker. Bij Breskens werden op 7 mei 1981 maar liefst 20.000 trekkende gierzwaluwen geteld.
In Vlaams-Brabant werd onder andere de gierzwaluw in 2009 tot 'koesterbuur' uitgekozen.
Apodophoria is de gemoedstoestand van de gierzwaluwfans wanneer ze de eerste vogels in april weer te horen en zien krijgen. Mauerseglerschmerz verwijst dan weer naar de nostalgie waarmee de gierzwaluwfan overvallen wordt wanneer de gierzwaluw naar het zuiden is vertrokken.

## Algemeen

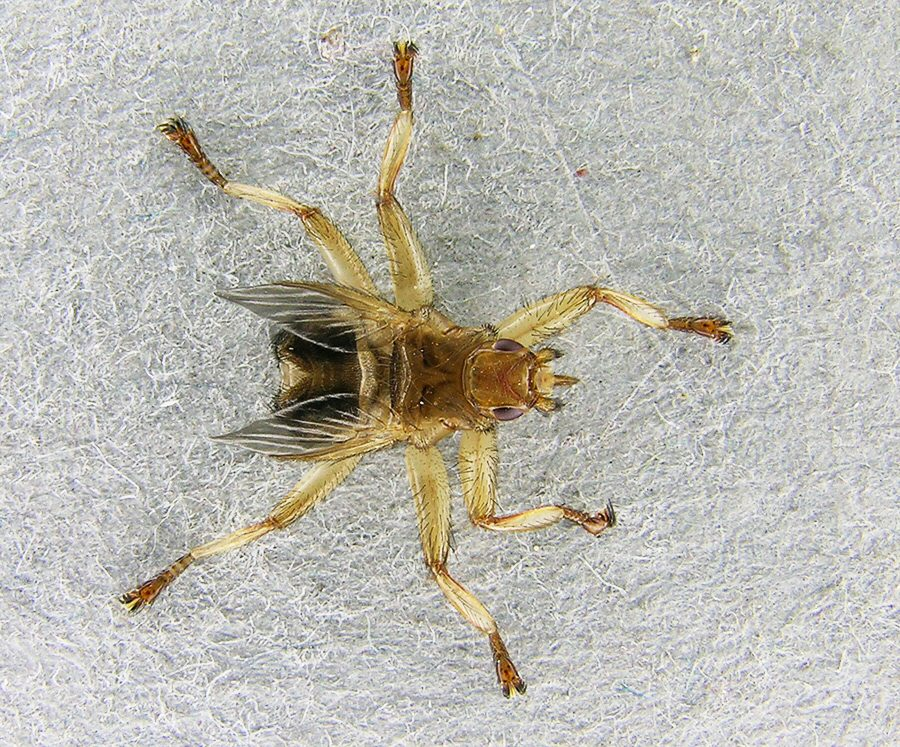
De gierzwaluwluisvlieg
(Crataerina pallida) is een soort vlieg die alleen parasiteert op de gierzwaluw. De vlieg lijkt door het afgeplatte lichaam en smalle naar achteren wijzende vleugels meer op een krekel dan op een vlieg. De vlieg zuigt met de bijtende monddelen het bloed van in nesten levende (lees broedende en juveniele) exemplaren, kan net als een teek het achterlijf laten opzwellen tijdens de maaltijd en kan eenmaal volgezogen meer dan een week zonder voedsel.

Door huizen als rotskliffen te gaan beschouwen hebben gierzwaluwen lang geleden hun oorspronkelijk broedareaal aanzienlijk verruimd. Ze zijn sindsdien algemeen voorkomende zomergasten geworden in steden en dorpen in heel Europa. Met hun gierende vluchten geven de gierzwaluwen zonnige zomeravonden in (oude) stadswijken een aparte sfeer.
In tegenstelling tot wat vaak wordt gedacht, en ondanks zijn zeer korte pootjes (de wetenschappelijke naam komt van het Oud Griekse woord ἄπους, apous, wat "zonder voeten" betekent), kan een gierzwaluw die per ongeluk op de grond terechtkomt, wel degelijk opvliegen, als hij maar een vlakke ondergrond heeft met een paar meter aanloopafstand. Met behulp van zijn vleugels kan hij zich in een paar slagen voldoende afzetten om hoogte te nemen. Een (gezonde, volwassen) gierzwaluw laat men vrij door hem voorzichtig vanaf een hoog uitgestrekte hand te laten wegvliegen.
Doordat hij voor zijn voedselvoorziening volledig afhankelijk is van het aeroplankton, is de gierzwaluw zeer gevoelig voor ongunstige weersomstandigheden. Als er bij koud weer onvoldoende insecten rondvliegen, kunnen jonge gierzwaluwen in slaaptoestand betere tijden afwachten (vergelijkbaar met winterslaap), waarbij hartslag en ademritme zich drastisch verlagen en ze bijna de omgevingstemperatuur aannemen. Ook volwassen exemplaren kunnen dat, zij het in mindere mate en meestal in de nestholte zelf. Niet broedende vogels kunnen in extreme weersomstandigheden hangend aan hun korte pootjes betere tijden afwachten maar kiezen er meestal voor om naar gebieden met beter weer te trekken, om pas terug te keren bij de kolonie als de omstandigheden daar zijn verbeterd.
Gierzwaluwen zijn in landen als Nederland en België voor hun voortplanting gebonden aan (stedelijke) bebouwing, doordat ze nestelen onder daken en tegenwoordig ook in nestkasten en andere kunstnesten, die door beschermers met veel succes in het stedelijk milieu worden opgehangen. Gierzwaluwen verorberen grote hoeveelheden insecten - tot 15.000 insecten per dag.

## Gedrag
De gierzwaluw leeft in kleinere en grotere troepen, vaak foeragerend met boeren-, huis- en oeverzwaluwen. In het voorjaar en de hoogzomer vinden onstuimige achtervolgingen plaats. De gierzwaluw broedt in losse kolonies.
Om de (beste) nestplaatsen vindt een felle concurrentiestrijd plaats. Eerstejaarsvogels broeden niet, maar houden zich wel in en om de kolonie op. Zo kunnen zij de bezette en/of geschikte nestholtes inspecteren die zij zullen overnemen zodra (een van de) broedvogels in de lente niet meer komen opdagen. Zij kunnen zo soms 3 tot 4 jaar ongepaard door het leven gaan.

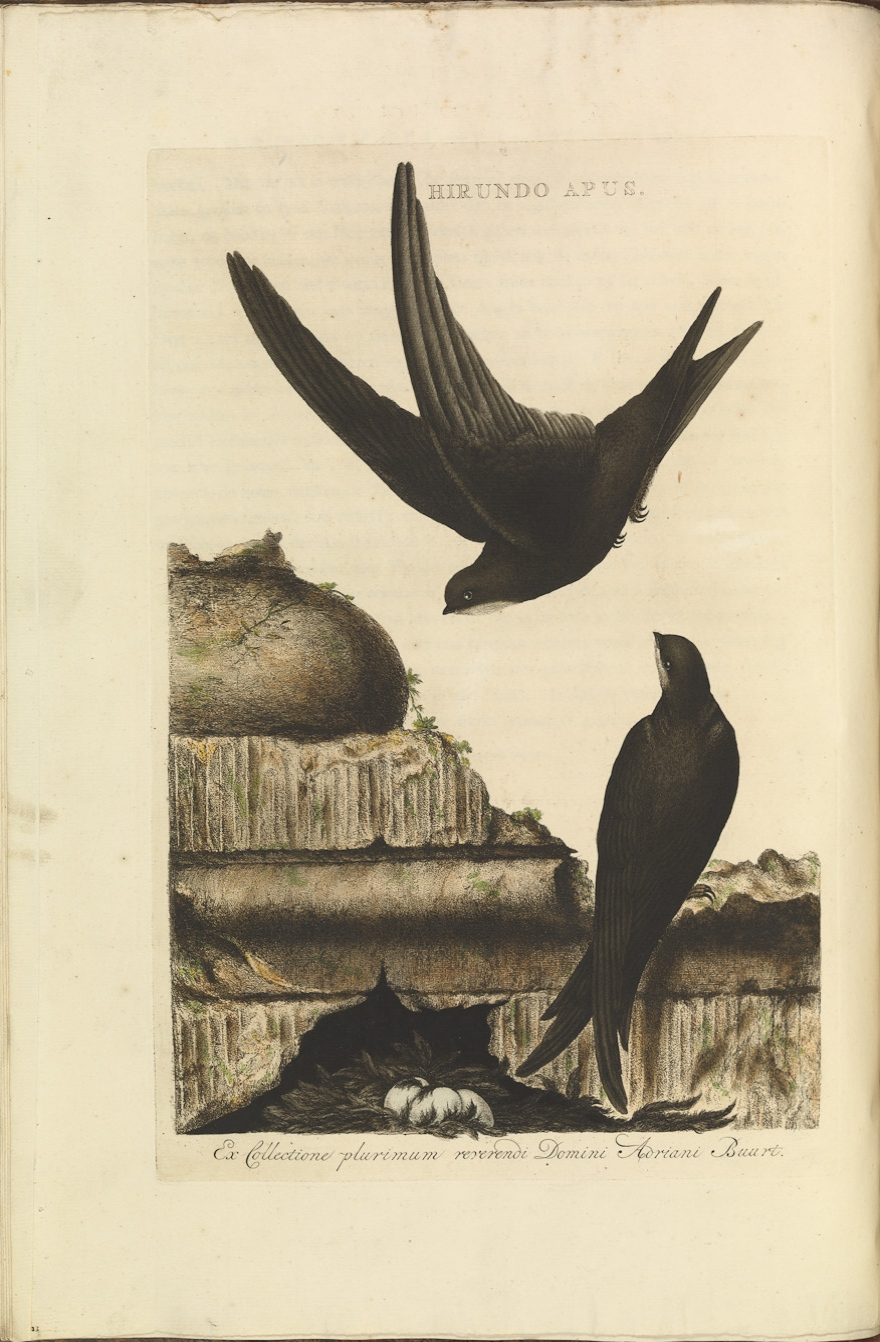
HIRUNDO APUS
(1770), Nederlandsche vogelen, KB

## Vlucht
De gierzwaluw is een van de weinige dieren die zich vrijwel permanent in de lucht bevinden, en kan zich op de grond slechts uiterst moeizaam voortbewegen. De vogel kan zich daarentegen goed vasthouden aan loodrechte muren. De vleugelslag is zeer snel en stijf, de vlucht is cirkelend, wentelend en glijdend.
In feite vliegen gierzwaluwen vrijwel altijd. Alleen als ze zich op het nest bevinden als jong, of als volwassen vogel om te broeden of de jongen te verzorgen, vliegen ze niet. Tijdens de 10 maanden dat ze daar niet mee bezig zijn, brengen ze meer dan 99% van de tijd al vliegend door; sommige gierzwaluwen landen in die periode zelfs helemaal niet. Gierzwaluwen brengen ook de nacht in de lucht door en wel op een gemiddelde hoogte van 1.500 m. Hoewel de paring meestal in de broedholte gebeurt, kunnen ze zeer waarschijnlijk ook succesvol in de lucht copuleren, als de soms zeer nauwe holte daar de ruimte niet voor heeft.
De luidruchtige, snelle vluchten van groepen gierzwaluwen langs de daken in het broedseizoen zijn zeer kenmerkend. Alsof ze elkaar allemaal achternazitten. Het geluid is een schel doordringend en aangehouden gierend ‘srie-srie’ of ‘skrieeh’. Op het nest kan ook een vlug getjilp worden geproduceerd.

## Biotoop
Tegenwoordig is de gierzwaluw voor zijn voortplanting bijna uitsluitend gebonden aan menselijke bewoning, en komt hij in de zomer veelal in grotere dorpen en steden voor.
Maar de eigenlijke biotoop van de gierzwaluw zijn de lagere lagen van de troposfeer. Deze regio van de dampkring is constant in beweging, gierzwaluwen moeten bijgevolg tijdens hun permanente vlucht rekening houden met hoge- en lagedrukgebieden, luchtstromingen en onweders, om er maar enkele te noemen. Als geen ander weten zij uit deze fenomenen hun voordeel te halen, hetzij om voedsel te vinden, hetzij om verder te trekken.

## Voedsel
Het voedsel van de gierzwaluw bestaat uit allerlei kleine geleedpotigen, die hoog in de lucht, bij geschikt weer ook laag bij de grond, in de vlucht worden gevangen. Op het menu staan vooral insecten zoals tweevleugeligen (vliegen en muggen), vliesvleugeligen (bijen, wespen en vliegende stadia van mieren) en kevers. Ook spinnen worden uit de lucht geplukt; deze kunnen niet vliegen maar laten zich aan hun spinsel wegzweven in de lucht om zich zo te verspreiden, zie ook herfstdraad. Hoewel broedende exemplaren liefst zo dicht mogelijk bij het nest foerageren, worden vanuit de kolonies bij uitzondering honderden kilometers lange tochten ondernomen naar op dat moment geschikte voedselgebieden, waarbij flexibel ingespeeld wordt op de weersomstandigheden.
Het voedsel dat aan de jongen gegeven wordt bestaat uit balletjes van 300 tot 500 insecten, die met speeksel tot een geheel wordt gemaakt. De jongen kunnen tot 20 balletjes per dag krijgen. Gierzwaluwen kunnen enkele dagen zonder voedsel, ook de jongen.

## Voortplanting

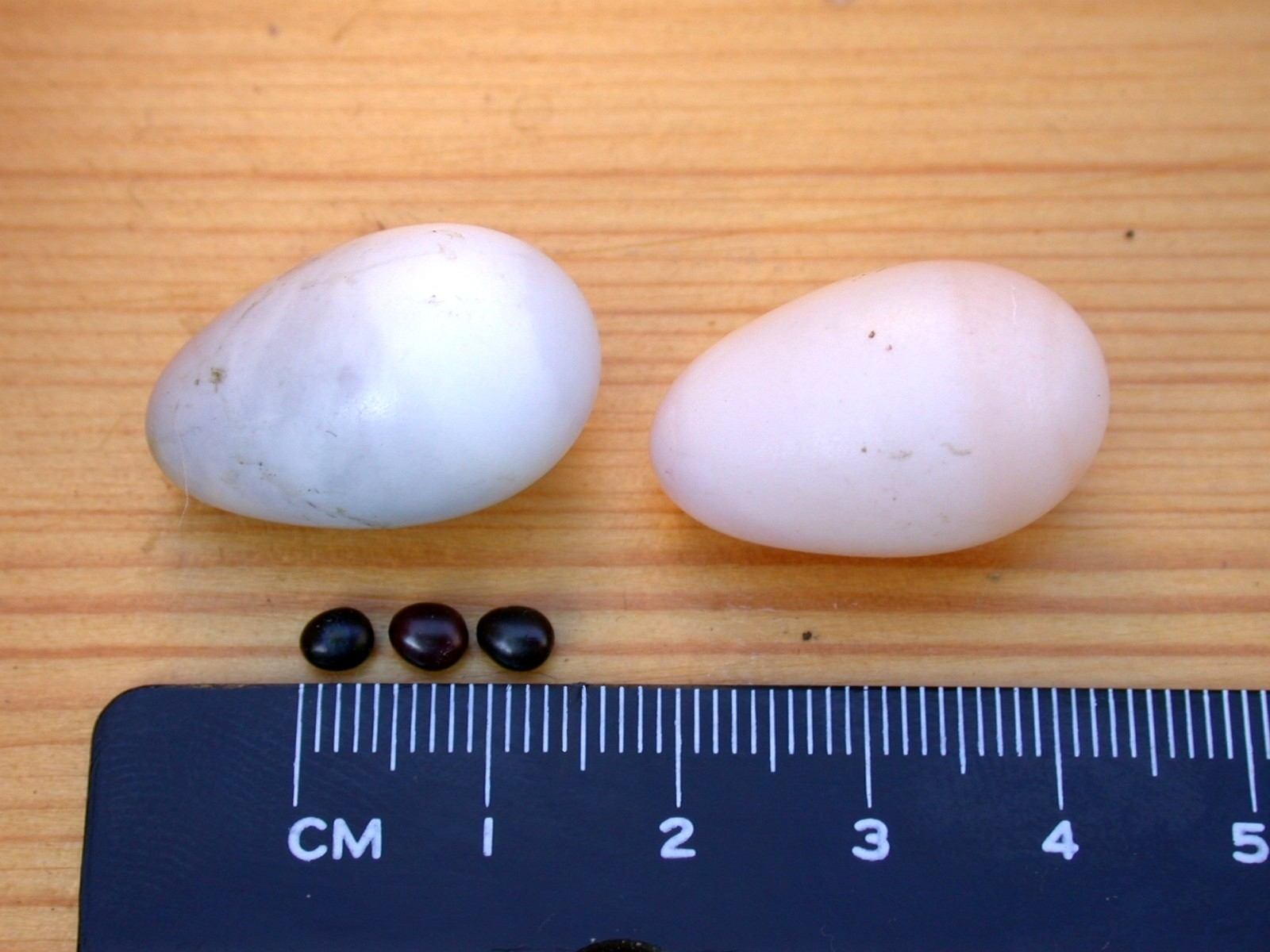
De eitjes van de gierzwaluw, de donkere bolletjes zijn de poppen van de gierzwaluwluisvlieg.

De gierzwaluw broedt van de laatste helft van mei tot in juni. De broedduur bedraagt circa 18-20 dagen. Tussen het leggen van de eieren (meestal 2 tot 3) verlopen twee dagen. Mannetje en vrouwtje broeden beide en wisselen elkaar regelmatig af. Er wordt één broedsel per jaar grootgebracht. Beide vogels zorgen voor de jongen, die na 39-43 dagen uitvliegen.
Oorspronkelijk bestonden de broedplaatsen uit rotswanden (en wellicht ook oude bossen). Tegenwoordig wordt het nest gemaakt in donkere holten, onder daken of in anker- en stellinggaten van hoge gebouwen en torens, maar ook in lage huizen. Soms nog in boomholten (in Scandinavië). Over het algemeen broeden gierzwaluwen op plaatsen waar ze vrij in en uit kunnen vliegen. Daken met een paar kapotte dakpannen en muurspleten, nissen onder daklijsten, plaatsen onder en tussen de daklijsten, op zolders, in nestkasten et cetera.
Het nest is een slordig bouwsel van materiaal, dat in de vlucht is opgepikt: vrucht- en zaadpluis, draadjes, veertjes maar ook soms vlinders, waterjuffers en tegenwoordig zelfs papier en licht plastic verpakkingsmateriaal bijvoorbeeld van snoepjes. Het wordt met speeksel aan elkaar gekleefd. Gierzwaluwen maken vaak gebruik van oude mussen- of spreeuwennesten, maar ze leggen hun eieren ook wel gewoon op de rommel die achter panlatten aanwezig is.
Het legsel bestaat meestal uit 2 eieren, soms 3, zelden 4. In koude zomers worden minder eieren gelegd. De eieren zijn langgerekt, dof wit en ongevlekt, de afmetingen zijn gemiddeld 25 x 16 mm. Gierzwaluwen zijn zeer honkvast en komen gewoonlijk elk jaar op hetzelfde nest terug waar ze al eerder gebroed hebben. Niet broedende vogels overzomeren en enten zich op een bestaande kolonie.

## Voorkomen en trek

Gierzwaluwen in de vlucht

Het broedgebied betreft geheel Europa ten zuiden van de poolcirkel, en grote delen van Azië en Midden-Oosten, tot in Marokko, Tunis en Tripoli. Het winterverblijf bevindt zich in Afrika, ten zuiden van de evenaar.
De voorjaarstrek begint rond half april, massaal eind april of begin mei en duurt tot half juni, soms iets later voor niet-broedende exemplaren. De gierzwaluw is een dag- en nachttrekker. Er zijn enkele februariwaarnemingen.
Bij harde oostenwind treedt stuwing op langs de kust. Doortrek speelt zich vaak op grote hoogte af, en onttrekt zich dan aan de waarneming.
Afhankelijk van het weer kan de herfsttrek in West-Europa reeds in de loop van juli beginnen. Begin augustus zijn de meeste gierzwaluwen dan verdwenen. Vogels uit Noord-Europa vertrekken later en worden vervolgens in West-Europa als doortrekker in september en soms tot in oktober waargenomen. Er zijn enkele november- en decemberwaarnemingen. De trekrichting is hoofdzakelijk zuidwestelijk tot zuidelijk.
De soort telt twee ondersoorten:
- A. a. apus: van westelijk Europa en noordelijk Afrika tot centraal Siberië.
- A. a. pekinensis: van Iran tot noordelijk China en Mongolië.

## Afbeeldingen

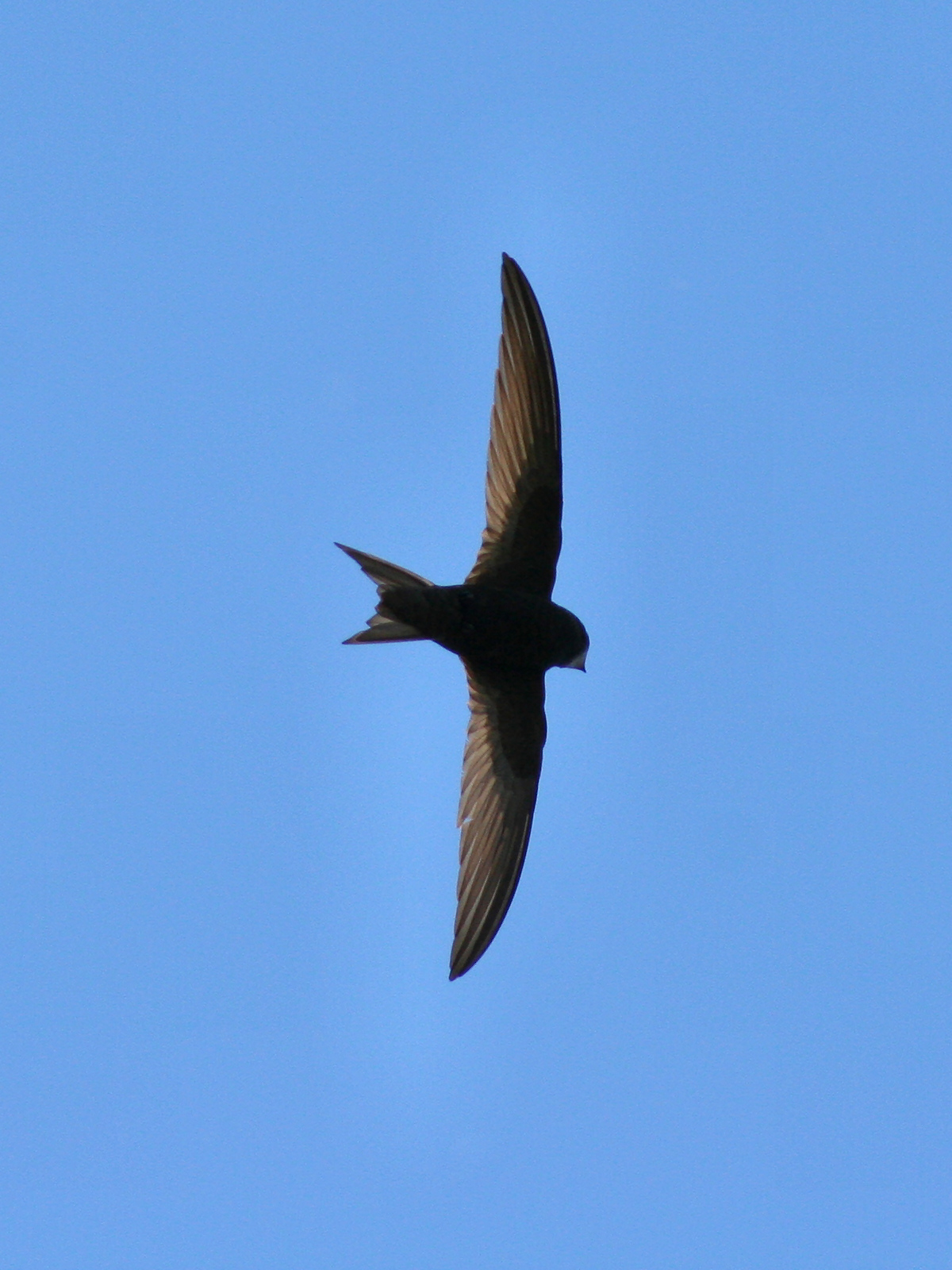
Silhouet
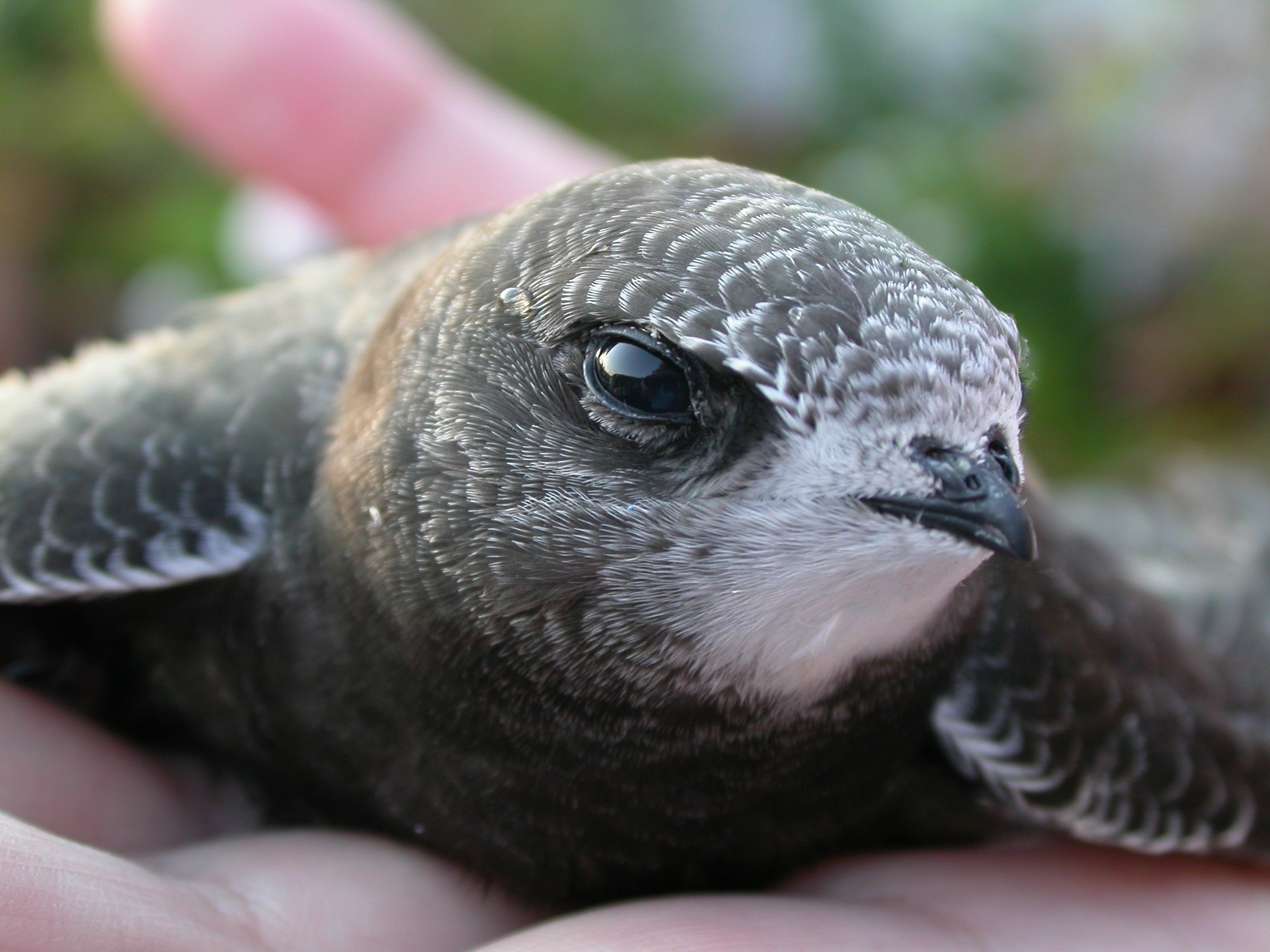
Detail van de kop
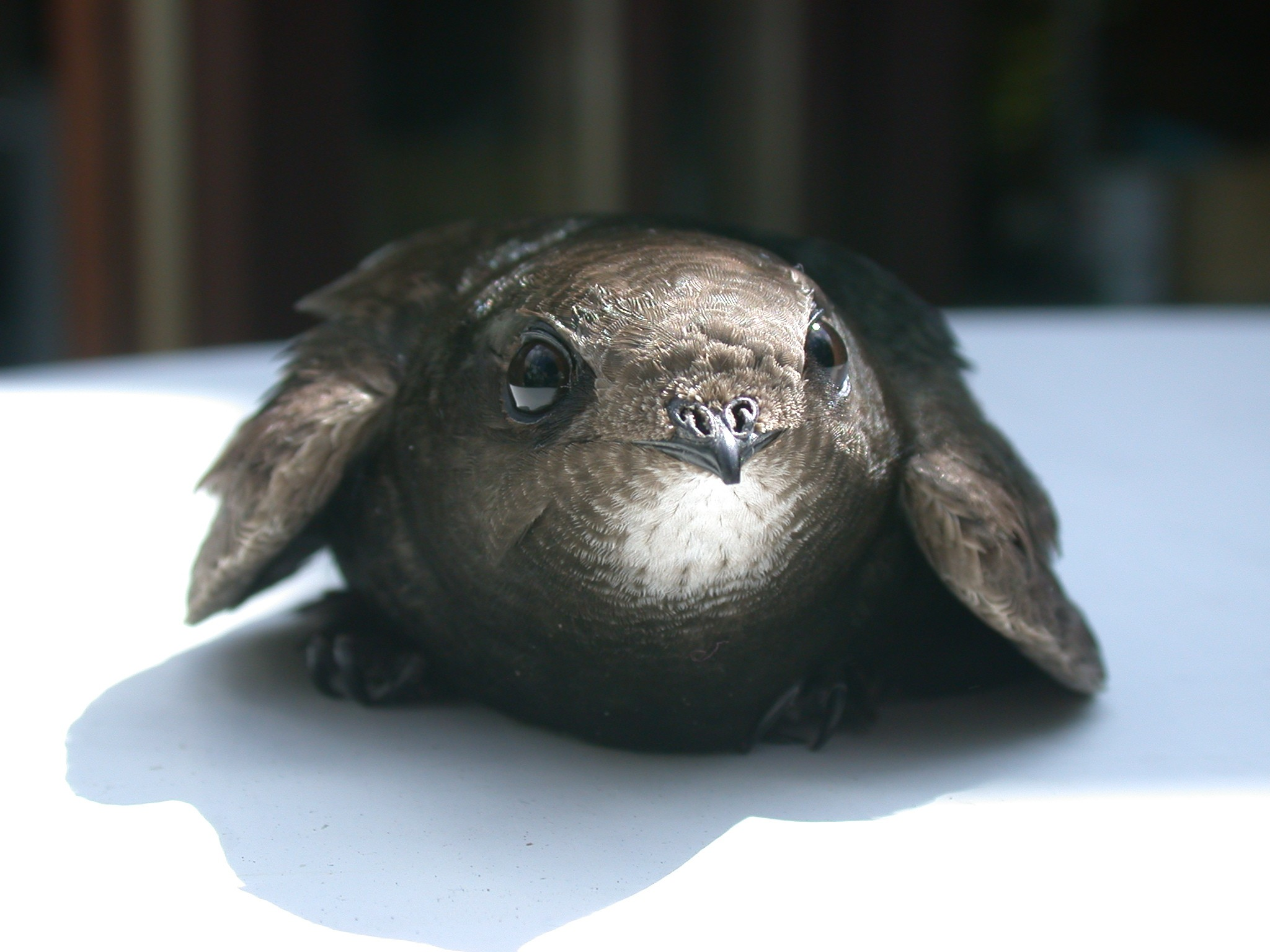
Van voren gezien
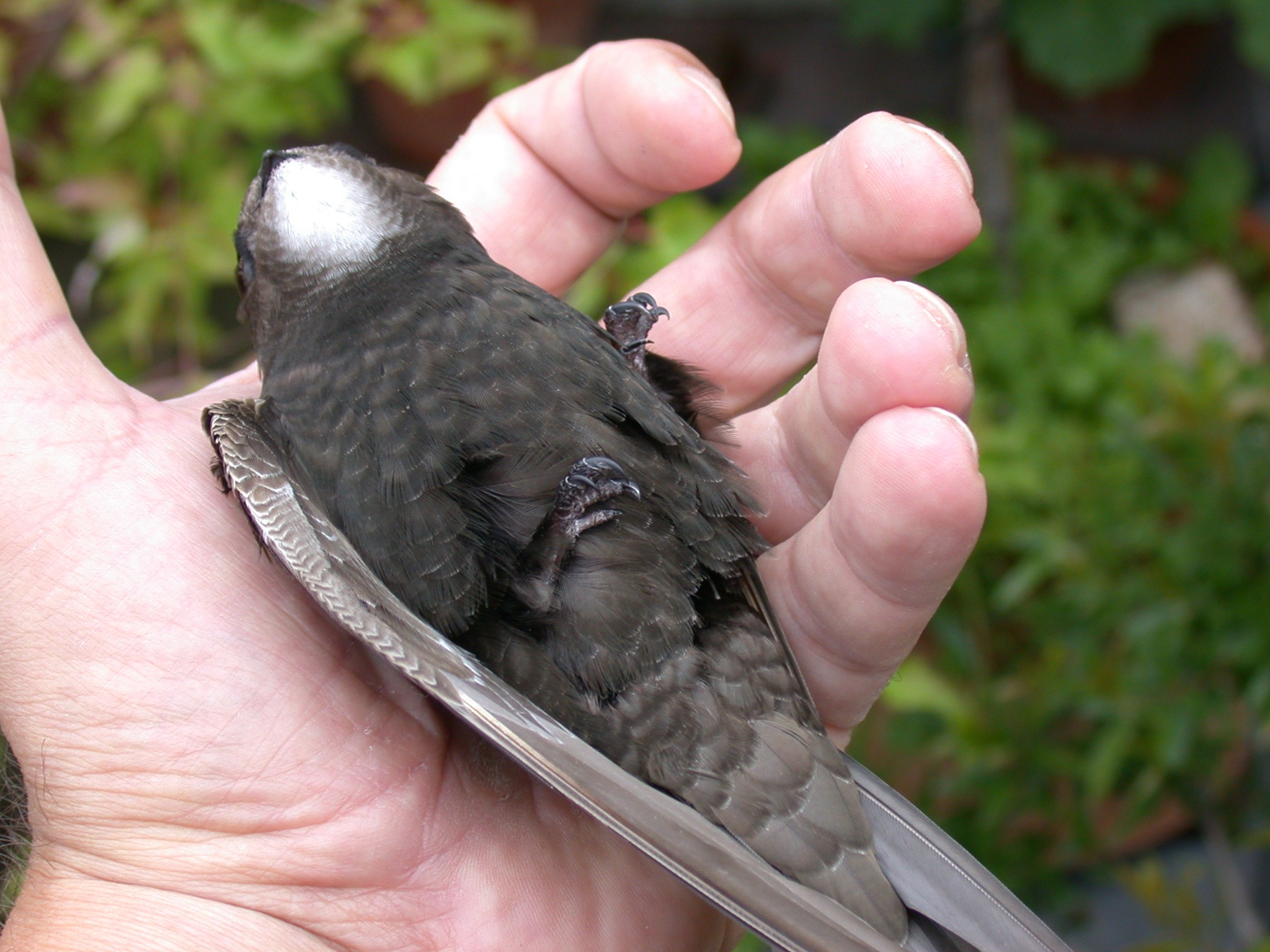
Een jong exemplaar
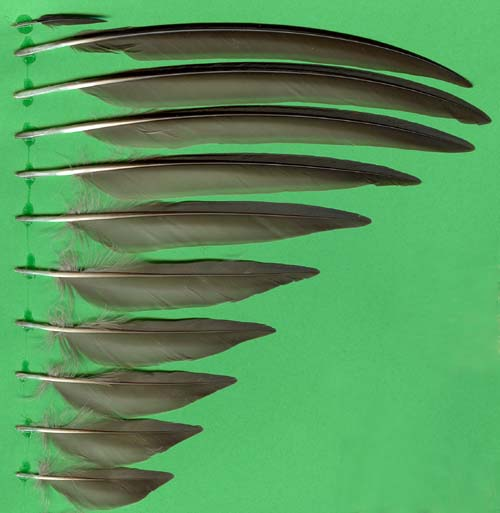
Veerpennen
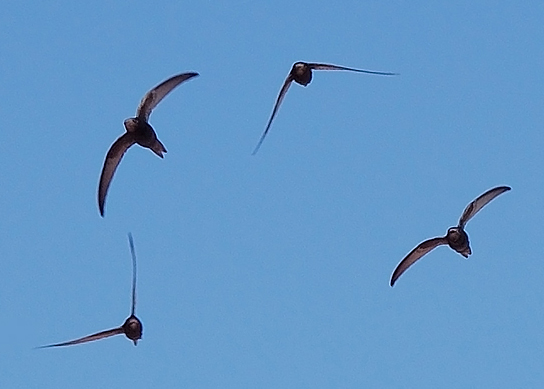
In vlucht

## Video
- Gierzwaluw